# Zbrodnie w Wiśniowcu
Zbrodnie w Wiśniowcu – zbrodnie dokonane w lutym 1944 r. przez nacjonalistów ukraińskich na polskich mieszkańcach miasta Wiśniowiec (Wiśniowiec Nowy) i pobliskiej wsi Wiśniowiec Stary, położonych w powiecie krzemienieckim województwa wołyńskiego. Szacuje się, że w zbrodniach tych w Wiśniowcu Nowym zabito około 300 Polaków, a w Wiśniowcu Starym około 160.

## Przed zbrodnią
Podczas rzezi wołyńskiej w 1943 r. Wiśniowiec obsadzony załogą niemiecko-węgierską stanowił dla ludności polskiej z okolicznych wsi miejsce schronienia przed atakami Ukraińskiej Powstańczej Armii. Polacy chronili się głównie w klasztorze karmelitów bosych i w kościele. Po eskalacji rzezi w lipcu 1943 r. w Wiśniowcu znajdowało się około 800 uchodźców, w większości koczujących na klasztornym podwórzu i cmentarzu. Dwukrotnie, stosując prymitywną obronę (oblewanie atakujących wrzątkiem z murów klasztornych, miotanie kamieni), a także przy użyciu kilku sztuk broni palnej, odparto napady bojówek ukraińskich – 5 lipca i 4 października. Latem 1943 r. Niemcy utworzyli w Wiśniowcu około 20-osobowy oddział Schutzmannschaft złożony z Polaków, który ochraniał uchodźców.
Pomimo namów przeora klasztoru do wyjazdu na tereny Generalnego Gubernatorstwa, znaczna większość uciekinierów pozostawała na miejscu. Ci, którzy wyjechali, znaleźli schronienie m.in. w Podkamieniu na Podolu, gdzie później padli ofiarą zbrodni UPA.
W 1943 r. w różnych okolicznościach na terenie Wiśniowca Nowego z rąk Ukraińców zginęło około 10 Polaków, a w Wiśniowcu Starym – 21.

## Luty 1944
Wycofując się przed nacierającą Armią Czerwoną, 2 lutego 1944 r. Wiśniowiec opuścili Niemcy, a w połowie lutego Węgrzy. Wraz z nimi wyjechał oddział Schutzmannschaft oraz część ludności cywilnej. Pozostało kilkaset bezbronnych osób liczących na szybkie przejście frontu, co nastąpiło jednak dopiero po 2-3 tygodniach. Wykorzystały to bojówki nacjonalistów ukraińskich, przystępując do pogromów pozostałej ludności.
Zdaniem Władysława i Ewy Siemaszków tuż po 20 lutego 1944 r. (prawdopodobnie 21 lutego) do Wiśniowca Nowego przybył oddział ukraińskiej partyzantki, który poprzedniego dnia za pomocą podstępu (podając się za partyzantkę sowiecką) bezskutecznie próbował zająć ośrodek samoobrony w Rybczy. Używając tego samego fortelu (bądź też podając się za Polaków), Ukraińcy uzyskali otwarcie bramy klasztoru w Wiśniowcu i wdarli się do środka przystępując do rzezi zakonników i około 180 cywili, głównie kobiet i dzieci. Ofiary zapędzano do piwnic i tam obrzucano granatami. Część ofiar powieszono, część zabito uderzeniami metalowych przedmiotów w głowę. Pomordowanych na terenie klasztoru, po zajęciu Wiśniowca przez Sowietów wydobyto z piwnic i pochowano w zbiorowej mogile na cmentarzu. Wśród zamordowanych byli dwaj karmelici: przełożony klasztoru o. Józef Gleczman (imię zakonne Kamil) i br. Jan Lasoń (imię zakonne Cyprian).
Do zbrodni dochodziło także w zabudowaniach miejskich i na zamku książąt Wiśniowieckich, gdzie również ukrywali się Polacy. Pomordowane tam osoby zostały pochowane w zbiorowej mogile w zamkowej fosie.
W tym samym czasie ukraińscy nacjonaliści dokonali eksterminacji ludności polskiej we wsi Wiśniowiec Stary. W różnych okolicznościach (w tym paląc kilkadziesiąt osób w kościele) przed 26 lutego 1944 r. zabito około 138 Polaków. Wyłapywano także Polaków ukrywanych przez życzliwych im Ukraińców. 26 lub 27 lutego zamordowano trzy wykryte w ukraińskich domach rodziny polskie.

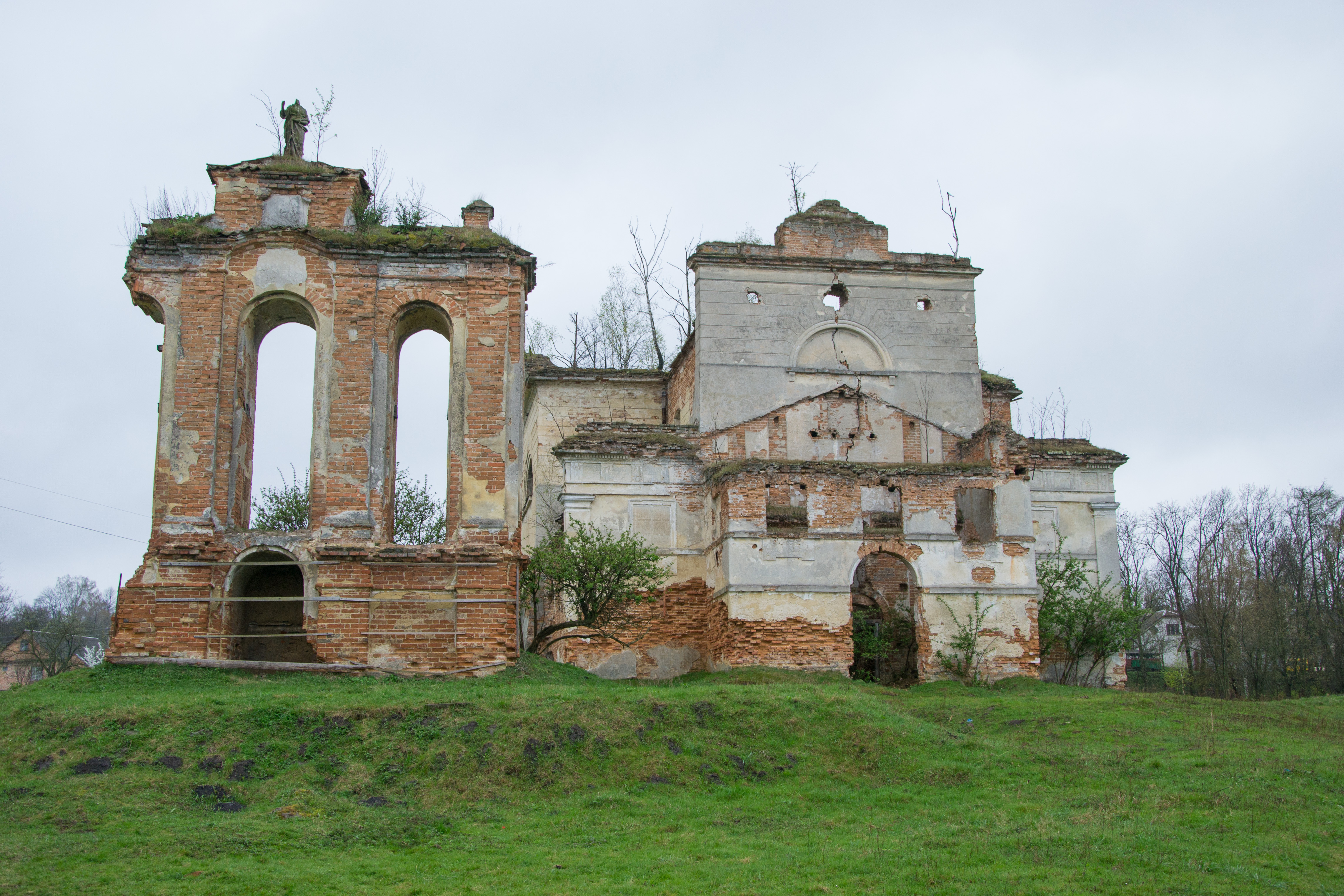
Ruiny kościoła św. Stanisława w Wiśniowcu Starym, jednego z miejsc zbrodni

Według świadectwa Jana Niewińskiego oddział ukraiński po zbrodni w Wiśniowcu przeszedł na teren Generalnego Gubernatorstwa, gdzie w nocy z 22 na 23 lutego 1944 r. dokonał zbrodni w Berezowicy Małej.
Według ks. Józefa Mareckiego do zbrodni w klasztorze w Wiśniowcu Nowym doszło 7 lutego 1944 roku, kilka godzin po opuszczeniu miejscowości przez oddział węgierski a inne podawane daty napadu nie znajdują potwierdzenia w źródłach.
Władysław i Ewa Siemaszko szacują, że w zbrodniach przeprowadzonych w lutym 1944 r. w Wiśniowcu Nowym zginęło łącznie około 300 Polaków, w Wiśniowcu Starym około 160. Jako sprawców zbrodni wskazują oddział UPA. Natomiast według Grzegorza Motyki była to bojówka Służby Bezpieczeństwa Organizacji Ukraińskich Nacjonalistów (SB OUN).

## Upamiętnienie
Według relacji Marii Stemplowskiej-Niezgody, 28 października 1967 r. władze sowieckie po jej kilkumiesięcznych staraniach wzniosły obelisk w Wiśniowcu Starym, w miejscu studni, do której oprawcy wrzucali ciała pomordowanych. W 1996 r. Maria Stemplowska-Niezgoda ponownie odwiedziła to miejsce i umieściła przy pomniku krzyż.
Największa zbiorowa mogiła wymordowanych Polaków z Wiśniowca Nowego nigdy nie została upamiętniona i oznaczona. Znajduje się ona na miejscowym cmentarzu porośnięta krzakami.

## Literatura
- Grzegorz Motyka, Ukraińska partyzantka 1942-1960, Warszawa 2006 Wyd. Instytut Studiów Politycznych PAN, Oficyna Wydawnicza „Rytm”, ISBN 83-88490-58-3 (ISP PAN), ISBN 83-7399-163-8 (Rytm), ISBN 978-83-88490-58-3;
- Władysław Siemaszko, Ewa Siemaszko, Ludobójstwo dokonane przez nacjonalistów ukraińskich na ludności polskiej Wołynia 1939–1945, Warszawa: „von borowiecky”, 2000, ISBN 83-87689-34-3, OCLC 749680885.
- Ks. Józef Marecki, Misterium Iniquitatis. Osoby duchowne i zakonne obrządku łacińskiego zamordowane przez ukraińskich nacjonalistów w latach 1939-1945, Instytut Pamięci Narodowej – Komisja Ścigania Zbrodni przeciwko Narodowi Polskiemu Oddział w Krakowie, Kraków 2020, ISBN 978-83-956508-1-9 (IPN), ISBN 978-83-7643-184-0 (Wydawnictwo UNUM).